# مستر نوبادی
مستر نوبادی (به انگلیسی: Mr. Nobody) با نام اصلی اِریک موردن، یک شخصیت خیالی ابرشرور در کتاب‌های کامیک آمریکایی منتشر شده توسط دی‌سی کامیکس است. این شخصیت با هویت اصلی خود و به عنوان مستر موردن توسط نویسنده آرنولد دریک و طراح برونو پرمیانی خلق شده‌است؛ که برای اولین بار در شمارهٔ ۸۶ از دووم پاترول (مارس ۱۹۶۴) حضور پیدا کرد، و سپس در نقش مستر نوبادی در شمارهٔ ۲۶ از دومین جلد دووم پاترول (سپتامبر ۱۹۸۹) معرفی شد. او دشمن دیوانه تیم ابرقهرمانی دووم پاترول به‌شمار می‌رود، و معتقد است که جهان نیز همانند او دیوانه می‌باشد.
مستر نوبادی دارای فیزیولوژی منحصر به فردی است که دیگران را برای مشاهده خود درمانده می‌کند. به واسطه این فیزیولوژی به نظر می‌رسد او آسیب‌ناپذیر، و حتی جاودانه باشد. او همچنین دارای توانایی‌های روانی غیر قابل توضیحی است، به طور مثال او توانایی ورود به رویاها را دارد. او قادر به تسخیر افراد است، بطوریکه به نظر می‌رسد در حالی که مستر نوبادی در بدن آن‌ها وجود دارد و آن‌ها کاملاً از رفتارش آگاه هستند. او همچنین از ضریب هوشی بالایی برخوردار است، و رهبری شایسته محسوب می‌شود.
نخستین حضور لایو اکشن این شخصیت به عنوان یکی از شخصیت‌های اصلی در مجموعه تلویزیونی دووم پاترول (۲۰۱۹) با هنرنمایی آلن تودیک است.